# Кожевников Степан Пилипович
Степан Пилипович Кожевников (? — ?) — український радянський діяч, гірничий майстер Олександрійської шахти № 3 «Байдаківська» Кіровоградської області. Депутат Верховної Ради СРСР 3-го скликання.

## Життєпис
На 1950 рік — гірничий майстер Олександрійської шахти № 3 «Байдаківська» Кіровоградської області.